# Cuatro últimas canciones

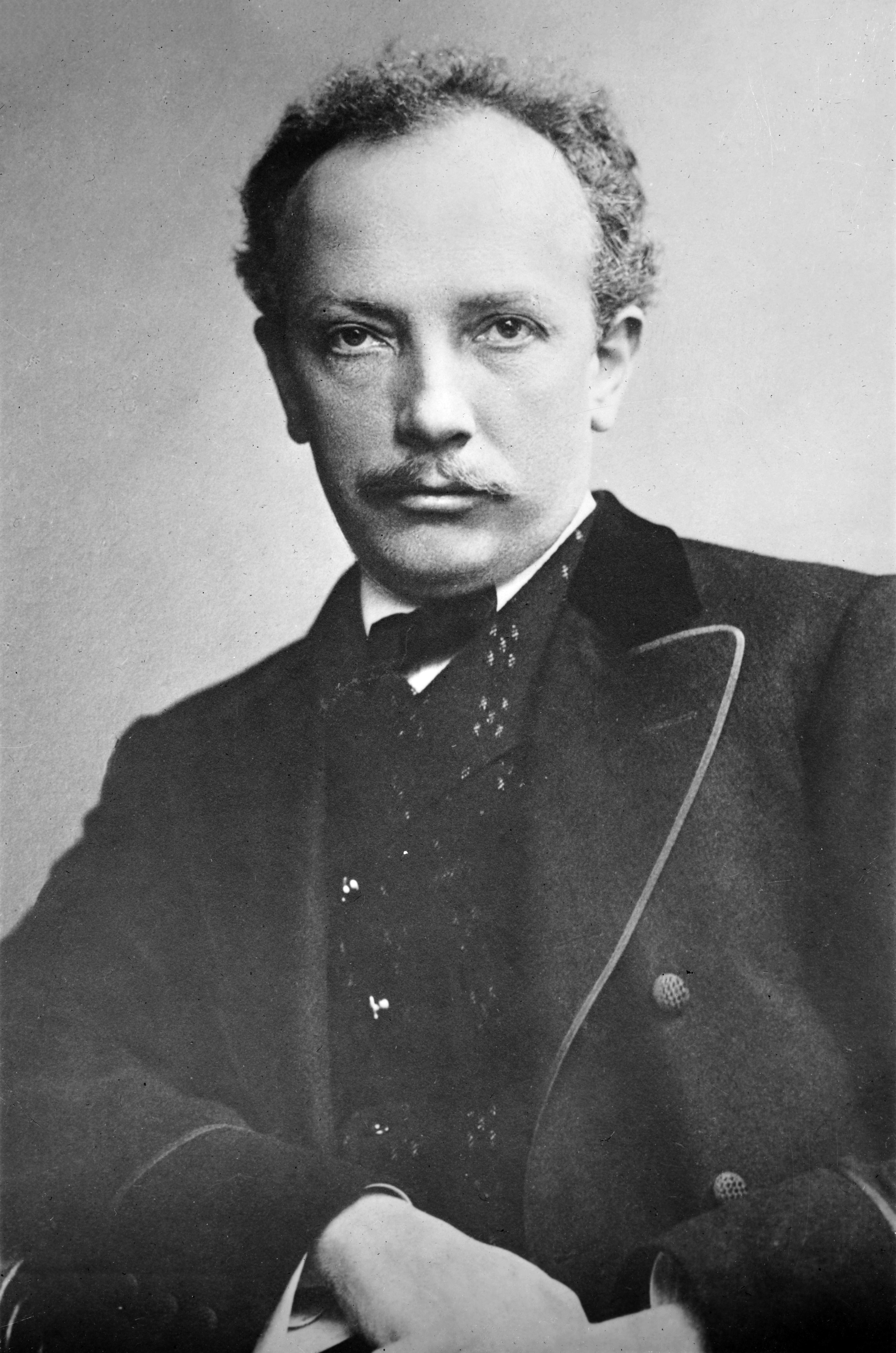

Las Cuatro últimas canciones (Vier letzte Lieder, en alemán) para soprano y orquesta fue la última obra de Richard Strauss, quien las compuso en 1948, a la edad de 84 años. Se consideran el último capítulo en la literatura lírica postromántica.

## Composición y estreno
El compositor no vivió para escucharlas representadas. El estreno fue en Londres el 22 de mayo de 1950 a cargo de la soprano noruega Kirsten Flagstad y la Orquesta Philharmonia, dirigida por Wilhelm Furtwängler. Existe un registro del ensayo general, recientemente editado.
Originalmente Strauss no pensó escribirlas como ciclo, usando el texto de tres poemas de Herman Hesse (Primavera, Septiembre, Al irme a dormir) y un cuarto poema de Joseph von Eichendorff (En el ocaso), el primero al que le puso música.
Los cuatro poemas versan sobre la muerte cercana y la serena aceptación del destino.
El título Cuatro últimas canciones fue creado por el editor Ernst Roth, quien además determinó el orden en que debían ser interpretadas.

## Análisis
Este ciclo, que es una de las partituras más famosas de su autor, está formado de las siguientes canciones:
- Frühling ("Primavera"), allegretto;
- September ("Septiembre"), andante;
- Beim Schlafengehen ("La hora del sueño"), andante;
- Im Abendrot ("Al anochecer"), andante.

Esta obra representa en cierto modo el testamento musical del compositor, fallecido en 1949 a la edad de 85 años, aunque compuso en noviembre de 1948 una última canción, Malven ("Las Malvas"), de carácter más ligero. Podemos considerarlas como el canto del cisne de la música romántica, en una época en la que la atonalidad dominaba entre compositores como Arnold Schönberg. De hecho, son las últimas grandes canciones orquestales alemanas de una larga tradición musical.
Los textos de los tres primeros poemas son de Hermann Hesse, escritor más conocido por sus novelas que por su poesía. El último poema es de Joseph von Eichendorff. El conjunto presenta un sorprendente atajo en el ciclo de la vida, desde la "primavera" hasta la "puesta del sol", cuya última línea es "Ist dies etwa der Tod?" ("¿Podría ser esto la muerte?"). Estos lieder proclaman la aceptación serena de la muerte, como una muerte en la belleza. Una conmovedora despedida de la vida, llena de alegría y sensualidad, reflejada en una brillante y colorida orquestación, pero a la vez sencilla, en comparación con obras anteriores, sin pesados adornos. Sin embargo, Strauss no tuvo la intención de organizar estas cuatro canciones en un ciclo, y su orden se fijó póstumamente; también parece que el músico había decidido poner a Frühling en penúltima posición para terminar con una visión más optimista.
Tropezado con el poema de despedida de Joseph von Eichendorff, Strauss comenzó escribiendo la cuarta canción del ciclo, Im Abendrot, el invierno de 1946-1947, y la completó en 1948. La partitura comienza con una explosión de sonido absolutamente radiante producida por una gran orquesta. Luego, la soprano canta sobre el resto que viene después de una larga vida juntos. La esposa del compositor, Pauline, era una soprano para quien él había escrito muchas de sus primeras canciones. Entonces, la energía parece agotarse poco a poco, y mientras los metales bajos cantan el motivo de la transfiguración del poema sinfónico Muerte y transfiguración, la cantante se pregunta si no será la muerte, entonces con la flauta, como dos alondras volando en el cielo, sugieren el vuelo de las almas. Fue después de componer esta pieza que Strauss leyó los poemas de Hermann Hesse, a tres de los cuales puso música durante el verano de 1948. El estremecimiento de Frühling sugiere tanto la primavera como un sueño de resurrección. La segunda canción, Septiembre, más oscura, evoca los colores del otoño, mientras que Beim Schlafengehen, teñida de un delicado erotismo, introduce un sublime solo de violín.
Si bien la obra fue estrenada por una soprano dramática con una voz dominante, Kirsten Flagstad, el ciclo se canta con mayor frecuencia en voces más ligeras, a las que se adapta mejor, aunque otras destacadas cantantes wagnerianas como Jessye Norman lo han interpretado.

## Intérpretes
Las cuatro canciones proveen un despliegue ideal a la voz de soprano (registro vocal favorito del compositor), rodeada por una gran orquesta sinfónica con notables intervenciones de la trompa, ambos un homenaje de Strauss a su esposa, la soprano Pauline de Ahna, y a su padre, el solista de trompa Franz Strauss.
Desde su estreno en 1950 se ha convertido en uno de los caballos de batalla de famosas sopranos líricas y dramáticas en las salas de concierto, entre ellas Montserrat Caballé, Renée Fleming, Sena Jurinac, Elisabeth Grümmer, Leontyne Price, Birgit Nilsson, Martina Arroyo, Evelyn Lear, Helen Donath, Margaret Price y otras.
No existe un registro comercial del estreno mundial por Flagstad. Las versiones más famosas de la obra se deben a Gundula Janowitz, Elisabeth Schwarzkopf, Lucia Popp, Jessye Norman, Kiri Te Kanawa y Renée Fleming.
La soprano Barbara Bonney grabó la versión para voz y piano.

## Texto original en alemán y traducción al castellano

### Frühling (Primavera)
In dämmrigen Grüften

träumte ich lang

von deinen Bäumen und blauen Lüften,

Von deinem Duft und Vogelsang.

Nun liegst du erschlossen

In Gleiß und Zier

Von Licht übergossen

Wie ein Wunder vor mir.

Du kennst mich wieder,

du lockst mich zart,

es zittert durch all meine Glieder

deine selige Gegenwart!
En la gruta crepuscular

soñé largamente

tus árboles tus aires embriagadores

tus olores y el cantar de tus pájaros.

Ahora yaces descubierto

con tus ornamentos resplandecientes

pleno de luz

como un milagro ante mi.

Me reconoces de nuevo

me atraes dulcemente,

mis miembros tiemblan

tu bienaventurada presencia.
 Hermann Hesse

### September (Septiembre)
Der Garten trauert,

kühl sinkt in die Blumen der Regen.

Der Sommer schauert

still seinem Ende entgegen.

Golden tropft Blatt um Blatt

nieder vom hohen Akazienbaum.

Sommer lächelt erstaunt und matt

In den sterbenden Gartentraum.

Lange noch bei den Rosen

bleibt er stehn, sehnt sich nach Ruh.

Langsam tut er

die müdgeword'nen Augen zu.
En el jardín enlutado

cae gélida la lluvia sobre las flores.

El verano se estremece

mansamente esperando su final.

Goteo dorado de hoja

en hoja de la gran acacia.

El verano sonríe asombrado y abatido 

en el jardín agonizante.

Moroso junto a las rosas

se entretiene, buscando la calma.

Lentamente, cierra

sus cansados ojos.
 Hermann Hesse

### Beim Schlafengehen (Al irme a dormir)
Nun der Tag mich müd' gemacht,

soll mein sehnliches Verlangen

freundlich die gestirnte Nacht

wie ein müdes Kind empfangen.

Hände, laßt von allem Tun,

Stirn, vergiß du alles Denken,

alle meine Sinne nun

wollen sich in Schlummer senken.

Und die Seele unbewacht,

will in freien Flügen schweben,

um im Zauberkreis der Nacht

tief und tausendfach zu leben.
Cansado del día

debe recibir mi añoranza ansiosa

amigablemente la noche

como al niño fatigado.

Manos, dejad los quehaceres,

Cabeza, olvida todo pensamiento,

todos mis sentidos

desean hundirse en el sueño. 

Y el alma sin vigilancia,

desea colgándose de libres alas,

vivir profunda e intensamente

en el circulo mágico de la noche.
 Hermann Hesse

### Im Abendrot (En el ocaso)
Wir sind durch Not und Freude

gegangen Hand in Hand;

vom Wandern ruhen wir

nun überm stillen Land.

Rings sich die Täler neigen,

es dunkelt schon die Luft,

zwei Lerchen nur noch steigen

nachträumend in den Duft.

Tritt her und laß sie schwirren,

bald ist es Schlafenszeit,

daß wir uns nicht verirren

in dieser Einsamkeit.

O weiter, stiller Friede!

So tief im Abendrot.

Wie sind wir wandermüde--

Ist dies etwa der Tod?
Hemos atravesado necesidad y felicidad

cogidos de la mano;

descansamos del camino 

en el campo silencioso.

Alrededor, se inclinan ya los valles

oscureciendo el día

mientras dos alondras se alzan

ensoñadoramente en el éter.

Ven y déjalas correr

pronto es hora de dormir

y así no nos perderemos

en esa soledad.

Lejana, calmada paz

tan profunda en el crepúsculo.

Qué cansados estamos del camino,

¿es esto quizás la muerte?
Joseph von Eichendorff 

## Discografía de referencia
- Strauss, Four Last Songs / Kirsten Flagstad, Wilhelm Furtwängler, 1950 (editado en 2007)
- Strauss, Four Last Songs / Sena Jurinac, Fritz Busch, 1951 (en vivo)
- Strauss: Four Last Songs / Elisabeth Schwarzkopf, Otto Ackermann, 1953
- Strauss: Four Last Songs / Lisa della Casa, Karl Böhm, 1954
- Strauss, Four Last Songs / Elisabeth Schwarzkopf, Herbert von Karajan (en vivo)
- Strauss: Four Last Songs / Elisabeth Schwarzkopf, George Szell, 1965
- Strauss: Four Last Songs / Eleanor Steber, James Levine, 1970
- Strauss: Four Last Songs / Gundula Janowitz, Herbert von Karajan, 1973
- Strauss: Four Last Songs / Anna Tomowa Sintow, Herbert von Karajan
- Strauss: Four Last Songs / Lucia Popp, Klaus Tennstedt, 1982
- Strauss: Four Last Songs / Sylvia Sass. Ervin Lukács, 1982 (reeditado en 2016)
- Strauss: Four Last Songs / Jessye Norman, Kurt Masur, 1982
- Strauss: Four Last Songs / Kiri Te Kanawa, Andrew Davis, 1975
- Strauss: Four Last Songs / Kiri Te Kanawa, Georg Solti, 1990
- Strauss: Four Last Songs / Lucia Popp, Michael Tilson Thomas
- Strauss: Four Last Songs / Felicity Lott, Neeme Järvi
- Strauss: Four Last Songs / Renée Fleming, Christoph von Eschenbach, 1992
- Strauss: Four Last Songs / Eva Marton, Andrew Davis
- Strauss: Four Last Songs / Heather Harper, Richard Hickox
- Strauss: Four Last Songs / Angela Denoke, James Allen Gähres, 1996
- Strauss: Four Last Songs / Jane Eaglen, Donald Runnicles, 1999
- Strauss: Four Last Songs / Soile Isokoski, Marek Janowski, 2001
- Strauss: Four Last Songs / Barbara Hendricks, Wolfgang Sawallisch
- Strauss: Four Last Songs / Arleen Augér, André Previn
- Strauss, Four Last Songs / Cheryl Studer, Giuseppe Sinopoli
- Strauss: Four Last Songs / Christine Brewer, Donald Runnicles, 2005
- Strauss, Four Last Songs / Nina Stemme, Antonio Pappano, 2006
- Strauss: Four Last Songs / Deborah Voigt, Kurt Masur
- Strauss, Four Last Songs / Karita Mattila, Claudio Abbado
- Strauss: Four Last Songs / Anja Harteros, Fabio Luisi, 2007
- Strauss: Four Last Songs / Renée Fleming, Christian Thielemann, 2007
- Strauss: Four Last Songs / Diana Damrau, Christian Thielemann, 2010
- Strauss: Four Last Songs / Anja Harteros, Christian Thielemann, 2013